# Borovoie (Bélgorod)
|  | Per a altres significats, vegeu «Borovoie». |

Borovoie - Боровое (rus) - és un poble de l'óblast de Bélgorod, a Rússia. El 2010 tenia 243 habitants. Pertany al districte (raion) de Novi Oskol.